# Campylaspis laevigata
Campylaspis laevigata är en kräftdjursart som beskrevs av Jones 1974. Campylaspis laevigata ingår i släktet Campylaspis och familjen Nannastacidae. Inga underarter finns listade i Catalogue of Life.